# Труд (Гомельская область)
Труд (бел. Труд) (до 1963 года Осецкая) — деревня в Коротьковском сельсовете Кормянского района Гомельской области Беларуси.
В связи с радиационным загрязнением после катастрофы на Чернобыльской АЭС жители (10 семей) переселены в 1992 году в чистые места.
Кругом лес.

## География

### Расположение
В 10 км на восток от Кормы, в 65 км от железнодорожной станции Рогачёв (на линии Могилёв — Жлобин), в 120 км от Гомеля.

### Гидрография
На реке Асецкая (приток реки Сож).

## Транспортная сеть
Транспортные связи по просёлочной, затем автомобильной дороге Волынцы — Корма. Планировка состоит из короткой прямолинейной широтной улицы, пересекаемой в центре переулком. Застройка деревянная усадебного типа.

## История
Согласно письменным источникам известна с начала XX века. В 1930 году организован колхоз «Труд», работала кузница. В честь боевой деятельности партизан Кормянского отряда во время Великой Отечественной войны в 1976 году в деревенском сквере установлен обелиск. Согласно переписи 1959 года входила в состав колхоза «Родина» (центр — деревня Струкачёв).

## Население

### Численность
- 1992 год — жители (10 семей) переселены.

### Динамика
- 1959 год — 155 жителей (согласно переписи).
- 1992 год — жители (10 семей) переселены.